# Caculo Cabaça
Caculo Cabaça é uma vila e comuna angolana que se localiza na província de Cuanza Norte, pertencente ao município de Banga.
Caculo Cabaça é o nome que se dá a uma localidade com dois polos urbanos, ligados por um estrada e a 5 quilômetros de distancia entre eles.

## Etimologia
O nome de "Caculo Cabaça" tem origem na lenda dos gémeos Caculo e Cabaça que, segundo a tradição oral, no dia em que nasceram perderam o pai, que foi sequestrado por uma pássaro-bruxa, que o leva para uma terra muito distante fazendo dele cego e pai de duas pássaros-mulher. A lenda faz parte das tradições mitológicas do reino do Dongo.

## História
O polo urbano mais antigo de Caculo Cabaça chama-se Banza, sendo o povoado onde vivia a autoridade local; já o polo urbano mais novo tem sua origem relacionada à fundação de um posto militar avançado pelos portugueses, que mais tarde foi transformado em posto comercial.
Durante a Guerra Civil Angolana (1975-2002) a localidade mais nova foi abandonada pelos seus habitantes e autoridades, ficando praticamente destruídas as suas habitações e estruturas do período colonial. Antes do estourar do conflito, em 1974, possuía um posto administrativo, um posto sanitário, uma escola primária, água canalizada proveniente das represas e accionada por bombas hidráulicas, electricidade proveniente dum gerador a diesel, indústrias de descasques de café, bares, restaurantes, pensões e casas comerciais. Ocorria ainda, anualmente, durante o mês de agosto, a realização, sob coordenação da autoridade administrativa colonial, a grande feira do café, onde comerciantes e agricultores faziam as suas transacções.

## Geografia
Insere-se, a sua vegetação na zona de savana húmida com florestas ao longo dos inúmeros rios.
A população local é de origem ambunda, falantes primariamente da língua portuguesa e da língua quimbunda. 

## Economia
Os camponeses e agricultores locais conservam principalmente lavouras temporárias de mandioca, amendoim (ginguba), cana de açúcar, hortículas e milho; já como lavoura permanente há o cultivo de banana, manga, maboque, nêspera, laranja, mamão, etc. O principal sustentáculo econômico da região é a lavoura permanente  do café.